# St. Andreas (Egerndach)

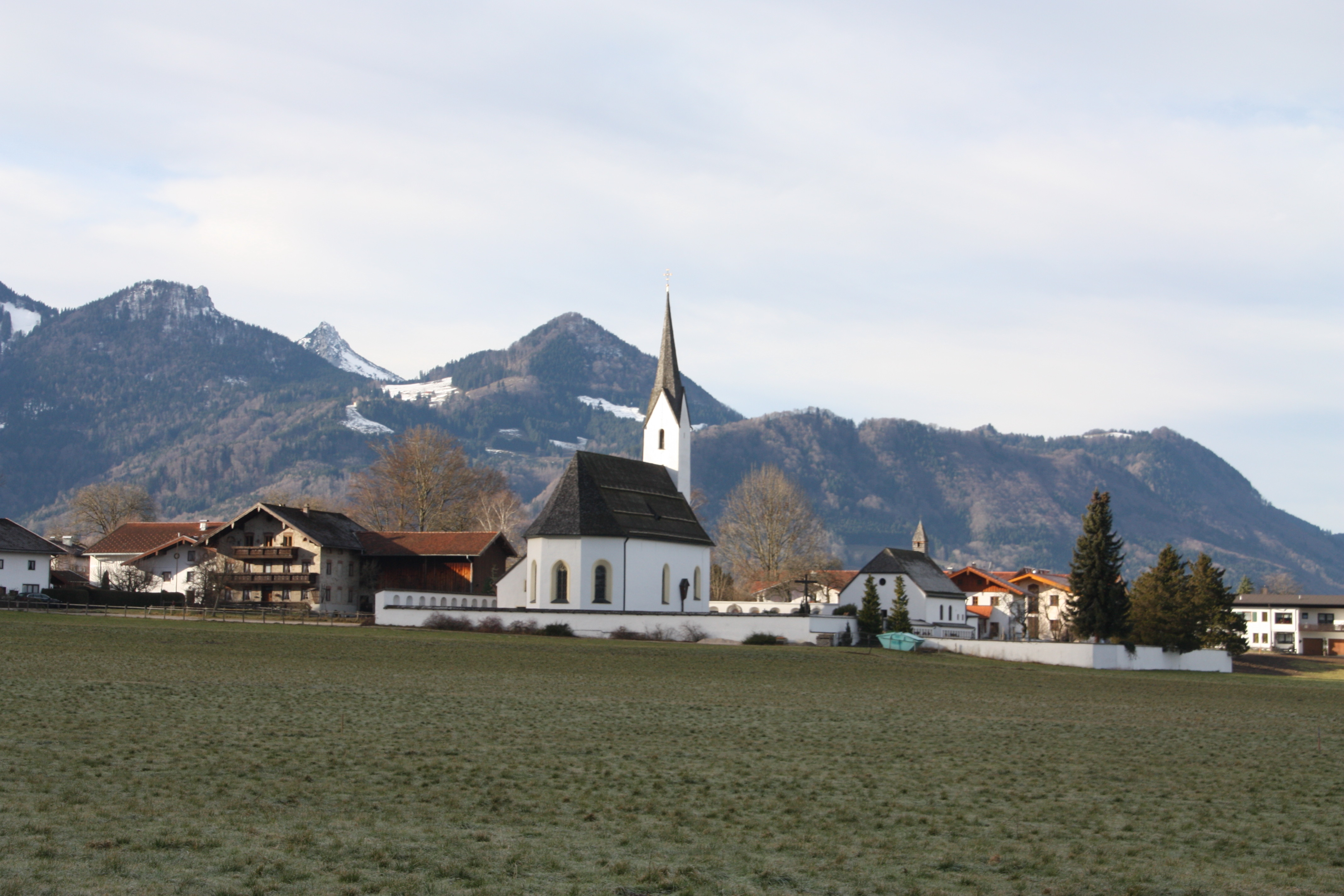
St. Andreas in Egerndach

Die römisch-katholische Filialkirche St. Andreas steht innerhalb des von einer Mauer umgebenen Friedhofs von Egerndach, einem Gemeindeteil von Staudach-Egerndach im oberbayerischen Landkreis Traunstein. Das Bauwerk ist in der Liste der Baudenkmäler in Staudach-Egerndach als Baudenkmal unter der Nr. D-1-89-146-14 eingetragen. Die Kirche gehört zum Dekanat Traunstein im Erzbistum München und Freising.

## Beschreibung
Die spätgotische Saalkirche wurde Ende des 15. Jahrhunderts erbaut. Sie besteht aus einem Langhaus mit drei Jochen, einem fünfseitig geschlossenen Chor im Osten, einem Kirchturm im Westen, einer Kapelle an der Südwand des Langhauses und der Sakristei an der Südwand des Chors.
Der Innenraum des Chors ist mit einem Netzgewölbe überspannt. Im Chor befinden sich die um 1650 geschaffenen Skulpturen des heiligen Johannes und des Paulus von Tarsus und auf Konsolen am Chorbogen die Statuen der Maria und des Blasius von Sebaste. Im Langhaus wird Anna selbdritt dargestellt. Die Orgel wurde 1999 von Frenger & Eder gebaut.